# Bazilije Božičković
Bazilije Božičković OSBM  (* 11. Februar 1719; † 9. Mai 1785 in Križevci, Königreich Kroatien und Slawonien, heute Kroatien) war der letzte Bischof der griechisch-katholischen Eparchie Marča und der erste der neugegründeten Eparchie Križevci.

## Leben
Bazilije Božičković wurde im Jahre 1744 mit 24 Jahren zum Priester geweiht und war Basilianermönch im Orden des hl. Josaphat. Am 4. September des Jahres 1759, im Lebensalter von 40 Jahren, wurde Božičković zum Titularbischof von Diocletiana ernannt. Die Ernennung zum Bischof von Križevci erfolgte am 23. Juni 1777 im Alter von 58 Jahren. Im Jahre 1785 verstarb Bazilije Božičković im Alter von 66 Jahren, nach einundvierzigjährigem pastoralen Dienst als Priester und knapp achtjähriger Amtszeit als Bischof, in seinem Bistum.